# Dinko Jukić
Dinko Jukić, född 9 januari 1989 i Dubrovnik, Kroatien, är en österrikisk simmare med kroatiskt påbrå. Han tävlade för Österrike vid Olympiska sommarspelen 2008 i Peking, Kina. Han har även en äldre syster som också är simmare, Mirna Jukić. Jukić simmar främst medley och fjärilsim.